# Michael E. Mann

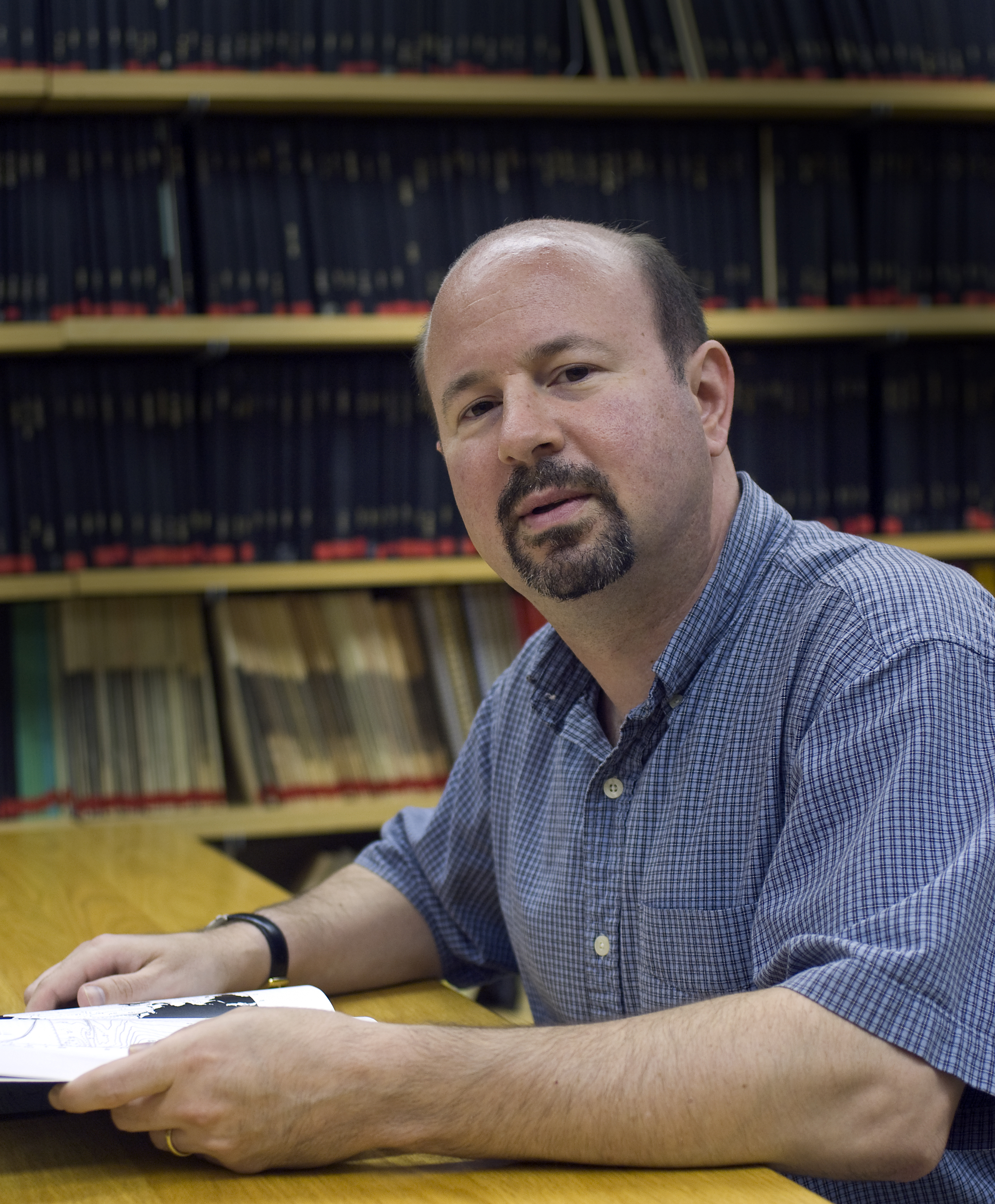
Michael Mann (2010)

Michael E. Mann (* 28. Dezember 1965 in Amherst, Massachusetts) ist ein US-amerikanischer Klimatologe.
Sein Forschungsschwerpunkt ist die Paläoklimatologie. Er ist Distinguished Presidential Professor und Direktor des Penn Center for Science, Sustainability and the Media an der University of Pennsylvania.
Mann wurde für seine Arbeit vielfach ausgezeichnet und wird von Thomson Reuters als Highly Cited Researcher in der Kategorie Geowissenschaften geführt, womit er in seinem Fachgebiet zu den bedeutendsten Wissenschaftlern der Welt zählt. Sein h-Index beträgt laut Google Scholar 101, laut Datenbank Scopus 78 (Stand jeweils Dezember 2024).

## Ausbildung, Karriere und Ehrungen
Mann studierte angewandte Mathematik und Physik an der University of California, Berkeley und schloss diese Studiengänge 1989 jeweils mit dem Bachelor ab. 1991 erwarb er an der Yale University im Fachbereich Physik einen Master of Science und einen Master of Philosophy. Anschließend begann er in Yale im Fachbereich Geologie und Geophysik ein Promotionsstudium, das er 1998 mit dem Ph.D. abschloss. 1997/1998 war er Adjunct Assistant Professor in der Abteilung Geowissenschaften an der University of Massachusetts, anschließend 1998/1999 Research Assistant Professor. Danach wechselte er als Assistant Professor an die University of Virginia, wo er bis 2005 in der Abteilung für Umweltwissenschaften tätig war.
2005 wurde er Associate Professor an der Pennsylvania State University (Abteilung für Meteorologie) und zugleich Direktor des dortigen Earth System Science Center. 2009 wurde er zum ordentlichen Professor ernannt, ab 2013 war er Distinguished Professor of Atmospheric Science an der Penn State.
Im Jahr 2022 wechselte er an die private University of Pennsylvania. Dort lehrt er als Presidential Distinguished Professor in der Abteilung für Erd- und Umweltwissenschaften und führt das neu geschaffene Penn Center for Science, Sustainability and the Media.
Für seine Leistungen auf dem Gebiet der Klimaforschung wurde Mann im Jahre 2012 mit der Hans-Oeschger-Medaille der European Geosciences Union ausgezeichnet und erhielt 2019 den Tyler Prize for Environmental Achievement. Die American Physical Society sprach ihm 2022 den Leo Szilard Lectureship Award zu. 2020 wurde er zum Mitglied der National Academy of Sciences ernannt, 2024 zum Auswärtigen Mitglied der Royal Society gewählt. Mit Stand Oktober 2024 wurden ihm sechs Ehrendoktorwürden zuerkannt (Le Moyne College 2015, Green Mountain College 2017, McMaster University 2019, Bard College 2021, Université catholique de Louvain 2022, Rockefeller University 2024).

## Wirken

### Forschung
Mann war einer der Hauptautoren des 2001 erschienenen dritten Sachstandsberichtes des IPCC zur globalen Erwärmung und dort ein Hauptautor des Kapitels über frühere Klimaänderungen. In diesem Kapitel wurde seine erstmals 1998 erschienene Rekonstruktion der Temperaturen des letzten Jahrtausends auf der nördlichen Hemisphäre verwendet, die wegen ihres ab dem 19. Jahrhundert nach oben abknickenden Verlaufs als Hockeyschläger-Diagramm bekannt wurde. Da Manns Hockeyschlägerdiagramm die Außergewöhnlichkeit der jüngsten Erwärmung anschaulich verdeutlicht, wurden das Diagramm wie auch Mann selbst zu einem wichtigen Ziel von Klimaleugnern, die die Nachvollziehbarkeit und Richtigkeit dieser Arbeit, speziell Ausmaß und Deutung der mittelalterlichen Warmzeit bestreiten. Insbesondere wurden diese Angriffe von Klimaleugnerorganisationen wie dem Committee for a Constructive Tomorrow und zugehörigen Personen wie Marc Morano, Willie Soon und James Inhofe im Rahmen der (politischen) Kontroverse um die globale Erwärmung lanciert, während die Arbeit in der Wissenschaft, u. a. durch die National Academy of Sciences, bestätigt wurde.
In der wissenschaftlichen Literatur wird die grundsätzliche Korrektheit des Hockeyschläger-Diagramms nahezu durchgehend bestätigt, so zum Beispiel von einer vom PAGES-2k-Konsortium im Jahr 2012 durchgeführten Temperaturrekonstruktion der letzten 2000 Jahre. Zu ähnlichen Ergebnissen kommt eine breit rezipierte Studie aus dem Jahr 2013 (vor der Korrektur durch das Konsortium), mit der bis dahin aufwendigsten und genauesten Rekonstruktion des holozänen Klimas über einen Zeitraum von 11.300 Jahren. Diese Arbeiten stimmen weitgehend mit den Inhalten des Hockeyschläger-Diagramms überein und bewegen sich innerhalb des Rahmens der von Mann et al. angegebenen Toleranzbereiche bzw. Fehlergrenzen.
Erstmals publiziert wurde die Hockeystick-Grafik 1999 in einer mittlerweile in der Forschung als bahnbrechend beurteilten Arbeit in den Geophysical Research Letters. Sie gilt inzwischen als reputabler Beleg für die anthropogen bedingte Erwärmung und hat Einzug in viele Lehrveranstaltungen zur Klimaforschung gefunden. Vor allem aus diesen Gründen wird Mann von Klimaleugnern bis heute systematisch diskreditiert und hatte seit der ursprünglichen Publizierung eine Vielzahl von scharfen Attacken auf seine Forschung und Glaubwürdigkeit zu ertragen. Diese von Klimaleugnern verübten Attacken auf Mann sowie seine Co-Autoren charakterisiert der Klimaforscher Stefan Rahmstorf als eine „in der Wissenschaftsgeschichte wohl einzigartige Kampagne zur Diskreditierung dieser Studie und zur Diffamierung und Einschüchterung der beteiligten Forscher“. Unter anderem erhielten Mann und seine Familie mehrfach Morddrohungen. Im Jahr 2010, kurz nach Bekanntwerden des Hackerzwischenfalls am Klimaforschungszentrum der University of East Anglia, ging in seinem Büro ein Brief mit einem weißen Pulver ein, woraufhin der Universitäts-Campus wegen Verdachts auf einen Milzbrand-Anschlag evakuiert wurde.
Im August 2019 erreichte eine Verleumdungsklage von Mann gegen den Geografen Tim Ball große mediale Aufmerksamkeit. Der Oberste Gerichtshof von British Colombia entschied wegen langer Verfahrensdauer und wegen des schlechten Gesundheitszustands von Ball auf Abweisung der Klage. Daraufhin wurden von Gegnern Manns Falschmeldungen gestreut, in denen behauptet wurde, Mann habe vor Gericht verloren, weil er sein Hockeyschläger-Diagramm nicht belegen konnte. Zudem wurde der Gerichtsentscheid zu einem grundsätzlichen Sieg gegen die „Klimahysterie“ umgedeutet und als Beweis dafür vorgebracht, dass die „Hockeyschläger-Daten manipuliert und gefälscht“ seien. Tatsächlich war laut Urteilsbegründung weder der Klimawandel ein Gegenstand des Prozesses, noch forderte das Gericht die Offenlegung der Hockeyschläger-Daten, die seit mindestens 2003 frei im Internet abrufbar sind.
Im Februar 2024 wurden Mann in einem Verleumdungsprozess 1 Million US-Dollar Strafschadensersatz zugesprochen. Die Jury befand, dass die Beklagten (Rand Simberg und Mark Steyn) Manns Erkenntnisse zur Klimatologie mit bösartiger Absicht diffamiert hätten. U. a. hatte Simberg Manns wissenschaftliche Arbeit mit einem verurteilten Kinderschänder verglichen, nur dass Mann keine Kinder, sondern „Daten missbraucht und gefoltert“ habe. Steyn charakterisierte Manns Arbeit zudem als „wissentlich falsch“. Das Gericht befand in seiner Urteilsbegründung, dass Simberg und Steyn ihre Äußerungen mit „Böswilligkeit, Gehässigkeit, bösem Willen, Rachegefühlen oder mit der Absicht, Schaden anzurichten“ gemacht hätten. Die Entscheidung gilt als Sieg für Klimawissenschaftler, die immer wieder mit Falschinformationen und Verleumdungen konfrontiert sind.
Mann prägte den Begriff Atlantische Multidekaden-Oszillation, hält das dahinterstehende Phänomen mit Stand 2020 aber weitgehend für eine Illusion.

### Wissenschaftskommunikation
Mann gilt als profilierter Warner vor der globalen Erwärmung und wurde mehrfach für seine Kommunikation der wissenschaftlichen Erkenntnisse zum menschengemachten Klimawandel ausgezeichnet. Unter anderem wurde er 2017 für seine Bestrebungen, die klimatologischen Erkenntnisse in allgemeinverständlicher Form der Öffentlichkeit zu vermitteln, mit dem Stephen H. Schneider Award geehrt. 2018 erhielt er aus den gleichen Gründen von der US-Wissenschaftsgesellschaft American Association for the Advancement of Science den AAAS Award for Public Engagement with Science sowie den Climate Communication Prize der American Geophysical Union. Kim M. Cobb hielt in ihrer Laudatio für die AGU fest, dass Mann „nicht nur einer der angesehensten Wissenschaftler auf dem Gebiet der Klimawissenschaften“ sei, „sondern auch beispiellos in der Tiefe, Vielfalt und dem Umfang seiner Kommunikation über die Klimawissenschaften und ihre Auswirkungen auf die Gesellschaft“. Er sei ein „unerschütterlicher und mutiger Verfechter der Grundsätze der freien und offenen wissenschaftlichen Forschung und der Dringlichkeit der Bekämpfung von Fehlinformationen“ und habe durchgehalten, obwohl er wusste, dass er sich damit „parteipolitisch motivierten Angriffen“ aussetzen würde und aufgrund seiner Klimakommunikation „einen großen persönlichen Preis“ zu zahlen habe wie „schreckliche Morddrohungen, organisierte Hetzkampagnen und langwierige Gerichtsverfahren“. Mann schreibt auch regelmäßig Beiträge für das Weblog RealClimate.
2016 publizierte er noch vor der Wahl Donald Trumps zum US-Präsidenten gemeinsam mit dem Karikaturisten und Pulitzer-Preisträger Tom Toles ein weiteres Buch über die Klimaleugnerszene, wobei Mann den Text verfasste und Toles die Karikaturen beisteuerte. 2018 erschien eine um ein Kapitel zur Präsidentschaft Trumps ergänzte Ausgabe, die auch ins Deutsche übersetzt wurde. Das Vorwort dieser Übersetzung lieferte der deutsche Klimaforscher Stefan Rahmstorf. Positiv rezensiert wurde das Buch unter anderem von Wirtschafts-Nobelpreisträger Paul Krugman, vom Wissenschaftsjournalisten Christopher Schrader, der Wissenschaftswebsite spektrum.de  sowie von den VDI nachrichten.
In einem Interview mit der Zeit im April 2021, anlässlich seiner Buchpublikation Propagandaschlacht ums Klima: Wie wir die Anstifter klimapolitischer Untätigkeit besiegen, bezichtigte Mann Ölstaaten wie Russland und Saudi-Arabien sowie mächtige Energiekonzerne, ihren Einfluss auf Politik und Medien zu nutzen, um von großen, systemverändernden Lösungen der Klimakrise abzulenken, „indem sie den Fokus auf unser individuelles Verhalten richten. Als ob es auf Einzelpersonen ankäme.“ Die Relationen bei den globalen Treibhausgasemissionen stellten sich hingegen so dar, dass auf den gesamten Flugverkehr lediglich drei Prozent entfielen, auf den Rindfleischverzehr sechs Prozent, auf etwa einhundert Kohle-, Öl- und Gaskonzerne aber 70 Prozent. Zwar sei es vernünftig, die Umwelt auch durch individuelles Verhalten zu schützen. „Aber wir dürfen nicht zulassen, dass uns das als Lösung für die Klimakrise verkauft wird.“ Den Preis für Kohlendioxid festzulegen oder Anreize zur Förderung erneuerbarer Energien zu schaffen, seien Dinge, „die nur Politikerinnen und Politiker tun können“. Man benötige zur Lösung keine Wunder, weil sie mit den Instrumenten Solarenergie, Windkraft und Erdwärme bereits existierten. Es gebe unterdessen eine Fülle von Literatur, die zeige, dass die Wirtschaft mit existierenden Technologien bis 2030 um 80 Prozent, bis 2050 sogar vollständig zu dekarbonisieren sei.

## Publikationen (Auswahl)

### Bücher
- mit Lee R. Kump: Dire Predictions: Understanding Global Warming - The Illustrated Guide to the Findings of the IPCC. DK Publishing, 2008, ISBN 978-0-7566-3995-2.
- The Hockey Stick and the Climate Wars: Dispatches from the Front Lines. Columbia University Press, 2012, ISBN 978-0-231-15254-9.
- Michael Mann, Tom Toles: The Madhouse Effect. How Climate Change Denial Is Threatening Our Planet, Destroying Our Politics, and Driving Us Crazy. Columbia University Press, New York 2016, ISBN 978-0-231-17786-3 (englisch).[13]
  - Michael E. Mann mit Tom Toles: Der Tollhauseffekt. Wie wir die Anstifter klimapolitischer Untätigkeit besiegen. Hrsg.: DGS Landesverband Franken. 2. Auflage. Solare Zukunft, Erlangen 2018, ISBN 978-3-933634-46-7 (englisch: The Madhouse Effect. 2016. Übersetzt von Matthias Hüttmann, Herbert Eppel, Verlag der Originalausgabe: Columbia University Press).
- Michael Mann: The new climate war. the fight to take back our planet. PublicAffairs, New York 2021, ISBN 978-1-5417-5823-0 (englisch).
  - Michael E. Mann: Propagandaschlacht ums Klima. Wie wir die Anstifter klimapolitischer Untätigkeit besiegen. Hrsg.: Deutsche Gesellschaft für Sonnenenergie. 1. Auflage. Solare Zukunft, Erlangen 2021, ISBN 978-3-933634-48-1 (archive.org – englisch: The New Climate War. 2021. Übersetzt von Matthias Hüttmann, Tatiana Abarzúa und Herbert Eppel, Verlag der Originalausgabe: PublicAffairs).
- Michael E. Mann: Our Fragile Moment: how lessons from the Earth's past can help us survive the climate crisis. Scribe UK, 2023, ISBN 978-1-915590-51-0.
  - Michael E. Mann: Moment der Entscheidung. Wie wir mit Lehren aus der Erdgeschichte die Klimakrise überleben können. Oekom, München 2024, ISBN 978-3-9872606-9-8 (384 S., focus.de – englisch: Our fragile moment. 2023. Übersetzt von Matthias Hüttmann, Tatiana Abarzúa).

### Aufsätze
- Michael E. Mann, Raymond S. Bradley & Malcolm K. Hughes: Global-scale temperature patterns and climate forcing over the past six centuries. In: Nature. Vol. 392, 1998, S. 779–787 (PDF; 774 kB) doi:10.1038/33859.
- Michael E. Mann, Raymond S. Bradley und Malcolm K. Hughes: Northern Hemisphere Temperatures During the Past Millennium: Inferences, Uncertainties, and Limitations, in: Geophysical Research Letters, Vol. 26, No. 6, 1999, S. 759–762; online doi:10.1029/1999GL900070.
- Drew T. Shindell, Gavin A. Schmidt, Michael E. Mann, David Rind, Anne Waple: Solar forcing of regional climate change during the Maunder Minimum. In: Science. Vol. 7, 2001, S. 2149–2152 (PDF; 503 kB) doi:10.1126/science.1064363.
- The Value of Multiple Proxies. In: Science. Vol. 297, 2002, S. 1481–1482 (PDF; 183 kB) doi:10.1126/science.1074318
- Michael E. Mann, Philip D. Jones: Global surface temperature over the past two millennia. In: Geophysical Research Letters. Vol. 30, 2003 (PDF; 227 kB) doi:10.1029/2003GL017814
- mit Philip D. Jones: Climate Over Past Millennia. In: Reviews of Geophysics. Vol. 42, 2004 (PDF; 1,4 MB) doi:10.1029/2003RG000143.
- Michael E. Mann et al.: Proxy-based reconstructions of hemispheric and global surface temperature variations over the past two millennia. In: Proceedings of the National Academy of Sciences. Band 105, Nr. 36, 2008, S. 13252–13257, doi:10.1073/pnas.0805721105.
- Eric J. Steig et al.: Warming of the Antarctic ice-sheet surface since the 1957 International Geophysical Year. In: Nature. Band 457, 2009, S. 459–462, doi:10.1038/nature07669.
- Michael Mann et al.: Global Signatures and Dynamical Origins of the Little Ice Age and Medieval Climate Anomaly. In: Science. Band 326, Nr. 5957, 2009, S. 1256–1260, doi:10.1126/science.1177303.
- Michael E. Mann, Jonathan D. Woodruff, Jeffrey P. Donnelly & Zhihua Zhang: Atlantic hurricanes and climate over the past 1,500 years. In: Nature. Band 460, 2009, S. 880–883, doi:10.1038/nature08219.
- Andrew C. Kemp et al.: Climate related sea-level variations over the past two millennia. In: Proceedings of the National Academy of Sciences. Band 108, Nr. 27, 2011, S. 11017–11022, doi:10.1073/pnas.1015619108.
- Michael E. Mann, Jose D. Fuentes, Scott Rutherford: Underestimation of volcanic cooling in tree-ring-based reconstructions of hemispheric temperatures. In: Nature Geoscience. Band 5, 2012, S. 202–205, doi:10.1038/ngeo1394.
- Stefan Rahmstorf et al.: Exceptional twentieth-century slowdown in Atlantic Ocean overturning circulation. In: Nature Climate Change. Band 5, 2015, S. 475–480, doi:10.1038/nclimate2554.
- Michael E. Mann et al.: Influence of Anthropogenic Climate Change on Planetary Wave Resonance and Extreme Weather Events. In: Scientific Reports. Band 7, 2017, doi:10.1038/srep45242.
- Michael E. Mann et al.: Multidecadal climate oscillations during the past millennium driven by volcanic forcing. In: Science. Band 371, Nr. 6533, 2021, S. 1014–1019, doi:10.1126/science.abc5810.